# Вианен, Адам ван
Адам ван Вианен (нидерл. Adam van Vianen; 1568, Утрехт — 25 августа 1627, Утрехт) — ведущий ювелир, серебряных дел мастер, «златокузнец» (нем. Goldschmied), гравёр и художник-медальер раннего Золотого века Голландии. Старший брат Пауля ван Вианена, также ювелира, гравёра и медальера. Вместе они разработали оригинальные мотивы нидерландского орнамента, соединившего черты северного маньеризма и барокко, в частности ормушля.

## Биография
Ван Вианен родился в Утрехте, в семье золотых и серебряных дел мастеров со старинными традициями в этом искусстве. Он был старшим сыном ювелира и «златокузнеца» (нем. Goldschmied) Виллема Эрстенца ван Вианена. Вероятно, обучался у местного ювелира, изучая, как и большинство ювелиров, технику гравюры по металлу. В возрасте десяти лет его отец отдал мальчика вместе с братом в обучение сначала в мастерскую утрехтского золотых дел мастера Бруно ван Лейденберха (1530—1604), а затем его брата Корнелиса ван Лейденберха. Известны ранние произведения мастера, среди которых чаша из серебра, ныне экспонирующаяся в санкт-петербургском Эрмитаже.
12 октября 1593 года Адам женился на Альтген Верхорсте, от которой у него родился сын. После смерти жены он снова женился на Катарине ван Вапенвельдт, от которой у него было трое детей. Считается, что Адам ван Вианен умер 25 или 26 августа 1627 года. По свидетельству немецкого живописца и историографa Иоахима фон Зандрарта, сын Адама ван Вианена, Кристиан ван Вианен, считался равным своему отцу в мастерстве ювелира.
Особенной известностью пользуется позолоченный серебряный кубок работы Адама ван Вианена 1614 года, ныне он находится в собрании Рейксмюсеума в Амстердаме. Кубок был заказан гильдией ювелиров Амстердама в память о кончине Пауля ван Вианена в 1613 году, несмотря на то, что ни один из братьев не жил в Амстердаме и не был членом гильдии. Это произведение стало знаменитым и появляется на нескольких картинах Золотого века Голландии, как в натюрмортах, так и в картинах исторического жанра.
Создание этого кубка специалисты считают «поворотным моментом» в истории декоративного искусства, поскольку его форма «проложила путь как к рококо, так и к модернистскому орнаменту».
После 1614 года индивидуальный стиль художника стал особенно маньеристичным. Адам ван Вианен «обращался к орнаментальным композициям Корнелиса Флориса с характерными мотивами фламандского барокко: кнорпельверка и ормушля. Поэтому распространение этих мотивов в западноевропейском искусстве обычно связывается с именами обоих художников».
Учеником Адама был утрехтский серебряных дел мастер Томас Богарт (1597—1652). Сын Адама — Кристиан ван Вианен (1598 — после 1666), рисовальщик-орнаменталист, ювелир и гравёр, в 1635—1639 годах работал в Утрехте, в 1652 и в 1660—1666 годах в Англии для короля Карла II. В 1650 году он опубликовал альбом гравюр с образцами изделий мастеров своей семьи, «что также сыграло значительную роль в широком распространении „стиля ормушля“».

## Галерея
- Мемориальный кубок Гильдии ювелиров Амстердама. 1614. Серебро, золочение. Рейксмюсеум, Амстердам
- Кубок в экспозиции музея
- Проект кубка. Из альбома гравюр «Искусственные модели различных серебряных ваз и других причудливых произведений». Между 1620 и 1652. Офорт
- Цибориум (Дароносица). 1615. Серебро, золочение
- Кувшин и чаша с изображениями сражений времен Восьмидесятилетней войны. 1614. Серебро, золочение. Рейксмюсеум, Амстердам
- Солонка. 1620. Серебро. Институт истории искусств университета, Амстердам
- Тацца (чаша) с изображением Цирцеи и спутников Одиссея. 1610. Серебро. Рейксмюсеум, Амстердам